# フランシスコ吉
フランシスコ吉（フランシスコきち、英: Francis Kichi、生年未詳 - 1597年2月5日（慶長元年12月19日）は、安土桃山時代の日本のキリシタン。豊臣秀吉による禁教令を受けて長崎で刑死し、殉教者として聖人に加えられた日本二十六聖人の一人である。
フランシスコは堅信名で、洗礼名はカフス、あるいはガヨ。アダウトゥクス（Adauctus）と記す年代記もある。出身地から伊勢のフランシスコ、洗礼名と堅信名からフランシスコ・ガヨ（Gaius Francis）などとも記される。

## 経歴
伊勢国の出身。京都で大工をしていた。スペイン人でフランシスコ会の指導者であったペドロ・バプチスタ神父より受洗。受洗したのは、殉教から9か月前であった。伊勢国に未信者の妻がいた（吉は単身赴任）。捕縛されたパブチスタ以下24名が長崎に向かうのに同行し、その道中で捕縛された。
エメ・ヴィリヨンの『日本聖人鮮血遺書』によると、秀吉の命により死刑に処されることになった24人が京都から長崎まで連行される途上、枝川の橋の西詰めの榎の大木がある茶店（現在の兵庫県西宮市甲子園五番町付近）で休息していた。その時に、吉は紺色の木綿の綿入れに脚絆という姿で駆けつけ、自ら囚人として刑死することを進み出て、捕縛されたという。ただし、同書は幾度かの改版を経て、松崎實による『切支丹鮮血遺書（きりしたんちしほのかきおき）』においては、考証を踏まえたノンフィクションではなく信仰養成のための創作である旨が明記されており、これはヴィリヨンが自ら監修に加わった最後の訳版でもある。
その後、西宮でペトロ助四郎が一行に加わり、一行は26人（日本二十六聖人）となる。
長崎・西坂の刑場で吉の十字架は一番目であった。処刑されることが決まると歓喜して準備し、神父の一人に告解して伊勢国にいる妻を信者にするようにと願った。十字架上でイエス・キリストと聖母マリアの名を唱えながら、槍で脇腹を刺突されて殉教した。

## 記念日
長崎で殉教した2月5日（日本二十六聖人殉教の日）が記念日とされている。

## 聖フランシスコ吉を守護聖人とする教会
- カトリック甲子園教会（兵庫県西宮市）

## 登場作品
映画
- 殉教血史 日本二十六聖人（1931年、日活） - 演：片岡千恵蔵（役名はフランシスコ大工伝吉）

テレビドラマ
- 真田丸（2016年、NHK大河ドラマ） - 演：水橋研二（役名は吉蔵）